# Karel Herfort (1906)
Karel Herfort (23. září 1906 Praha – 21. ledna 2000) byl český lékař, gastroenterolog. Byl synem psychiatra Karla Herforta staršího.

## Život
Pražskou lékařskou fakultu absolvoval v roce 1931, poté nastoupil na 1. interní kliniku k profesoru Kristiánu Hynkovi. V roce 1946 byl habilitován z patologie a terapie nemocí vnitřních a v roce 1956 jmenován profesorem. Od roku 1951 působil na interním oddělení fakultní polikliniky Všeobecné fakultní nemocnice, které pak vedl až do roku 1980. Jeho hlavním předmětem zájmu byly nemoci pankreatu. Byl průkopníkem moderní endoskopie zažívacího traktu v Československu. Na svém pracovišti ovšem podporoval také rozvoj v oblastech kardiologie, revmatologie a endokrinologie.
Byl spoluzakladatelem české odborné Společnosti pro gastroenterologii a výživu a mezinárodní Asociace národních gastroenterologických společností Evropy a Středozemí.